# Strange Darling
Strange Darling es una película estadounidense de suspenso de 2023 escrita y dirigida por JT Mollner y protagonizada por Willa Fitzgerald, Kyle Gallner, Barbara Hershey y Ed Begley Jr. Ambientada en la zona rural de Oregón, se centra en un hombre y una mujer que tienen una aventura de una noche que se convierte en una cruel persecución. Está dividida en seis capítulos en orden no lineal, y se presenta como una dramatización de la etapa final de crímenes que un asesino en serie lleva a cabo durante años en el oeste de los Estados Unidos.
Fue rodada en 35 mm en Oregón en el verano de 2022 por Giovanni Ribisi, en lo que supuso su debut como director de fotografía. Se estrenó en el Fantastic Fest de Austin, Texas, en 2023, y la compañía Magenta Light Studios la estrenó en salas limitadas de Estados Unidos el 23 de agosto de 2024. Recibió elogios de la crítica por su dirección, guion, secuencias de suspenso y giros, así como por las interpretaciones de Fitzgerald y Gallner. Sin embargo, tuvo poco éxito en taquilla, recaudando algo más de 4,8 millones de dólares en todo el mundo con un presupuesto de cuatro millones.

## Sinopsis
En el condado rural de Hood River, Oregón, una mujer conoce a un hombre y ambos van a un motel local para tener un encuentro sexual. Al llegar allí, el hombre trata de complacerla, incluso cuando la mujer le pide que la trate con fuerza. A medida que transcurre el encuentro, ocurren situaciones extrañas que hacen pensar que cualquiera de los dos puede llegar a ser un despiadado asesino serial.

## Reparto
- Willa Fitzgerald es la chica
- Kyle Gallner es el demonio
- Madisen Beaty es Gale
- Bianca Santos es Tanya
- Steven Michael Quezada es Pete
- Ed Begley Jr. es Frederick
- Barbara Hershey es Genevieve
- Denise Grayson es Libby
- Eugenia Kuzmina es Beth
- Sheri Foster Blake es la conductora
- Andrew Segal es Steve
- Jason Patric es el narrador (voz)
- Giovanni Ribisi es Art Pallone (voz)

## Guion
El guionista y director JT Mollner concibió a Strange Darling en 2021, cuando la industria cinematográfica empezaba a salir de la pandemia de COVID-19. En seis meses había terminado el guion y comenzado el rodaje, lo que supuso el proceso de producción cinematográfica más rápido que había experimentado hasta entonces. Atribuyó esta velocidad al tiempo que había dedicado a conceptualizar el proyecto antes de escribirlo.
El director explicó el concepto: «Me atrajo la imagen de esta chica final corriendo por el bosque [...] Tenía una imagen muy estilizada en la cabeza, pero quería asegurarme de que, más allá del estilo, había una historia, o una faceta única de un personaje que podíamos mostrar y que no habíamos visto en otras películas, no sólo de terror, sino sobre personas perseguidas o en peligro».
Una vez terminado el guion, Mollner recibió tres ofertas diferentes de varias empresas. El director recuerda su primera reunión con Miramax: «Cuando llevaba tres minutos hablando, [el productor] Bill Block me dijo: "Vamos a hacerla. Ya está hecha. No hables con nadie más"». Tres o cuatro semanas después comenzó el proceso de casting.
La estructura por capítulos de la película se diseñó para cautivar al público y mantener la intriga. Mollner creía que este enfoque narrativo atraería no sólo a los conocedores del guion, sino también a nuevos espectadores, ya que fomenta la curiosidad sobre el desarrollo de la historia: «Las revelaciones de la estructura capitular te atraen de inmediato. Supongo que también atraería a un extraño que tomara este guion y dijera: "Quiero saber qué pasa a continuación"».
El director no ha confirmado ni desmentido si la película está basada en hechos reales, afirmando que «tal vez» lo esté. Sin embargo, al final de los créditos aparece el texto habitual: «Los personajes y acontecimientos representados en esta obra fotográfica son ficticios. Cualquier parecido con personas reales, vivas o muertas, es pura coincidencia».

## Producción
Miramax anunció el inicio del rodaje en el verano de 2022 en la zona de Portland, Oregón. La película fue producida por Bill Block, Steve Schneider y Roy Lee, con fotografía de Giovanni Ribisi. Este último también figuró como productor (ya que donó su propio equipo personal para la producción de la película) y realiza un cameo. Utilizó película de 35 mm durante todo el proceso de rodaje. Esta etapa se extendió durante 32 días y contó con un presupuesto de entre 4 y 10 millones de dólares. Algunas escenas se rodaron en el bosque nacional de Mount Hood.
La producción se enfrentó a importantes retos y tuvo que interrumpirse a los dos días de rodaje debido a la reacción negativa de los ejecutivos de la película, que declararon: «odiamos todo lo que nos están enviando. No nos está gustando nada. Y no estamos seguros de que esto vaya a funcionar». Los ejecutivos también pidieron que se cambiara el papel de Willa Fitzgerald. Mollner describió esta experiencia como «traumática», temiendo que una cancelación permanente pusiera en peligro sus perspectivas futuras como cineasta. Los productores Lee y Schneider convencieron a los ejecutivos de reanudar la producción, recalcando que ya se habían gastado millones y que el proceso debía continuar. Debido al parón de casi una semana durante el rodaje y a las consiguientes limitaciones presupuestarias, se suprimió una importante pieza del decorado del río.
Tras el rodaje, continuaron las tensiones por la estructura narrativa no lineal de la película. Sin que Mollner lo supiera, Miramax contrató a otro editor para que recortara la película como una historia lineal. Mollner dijo a Block que eliminaría su nombre de la película si se estrenaba en plano secuencia, e incluso llegó a removerlo durante su propio corte de la proyección de prueba. De acuerdo con su contrato, se concedió a Mollner un pase de prueba de su versión. Tras el éxito de público, Block le concedió la versión definitiva y le pidió disculpas por las dificultades de la producción.

## Estreno
La película tuvo su estreno mundial el 22 de septiembre de 2023 en el Fantastic Fest celebrado en Austin, Texas. En febrero de 2024, Magenta Light Studios adquirió los derechos de distribución en Norteamérica.
El 14 de agosto de 2024 tuvo lugar un pase anticipado en algunos cines estadounidenses, seguido de una sesión de preguntas y respuestas retransmitida en directo desde el AMC Lincoln Square Theater con Mollner, Ribisi y Fitzgerald, moderada por la actriz Carla Gugino. La película se estrenó en Australia el 22 de agosto de 2024, y el 23 de agosto de 2024 se estrenó en 1.133 salas de Estados Unidos.

### Formato casero
Strange Darling se estrenó en VOD el 1 de octubre de 2024 a través de STX Entertainment.

## Recepción

### Taquilla
En enero de 2025, la película había recaudado más de 4,8 millones de dólares en todo el mundo. En Estados Unidos y Canadá obtuvo 1,1 millones de dólares en 1.135 salas en su fin de semana de estreno.

### Crítica

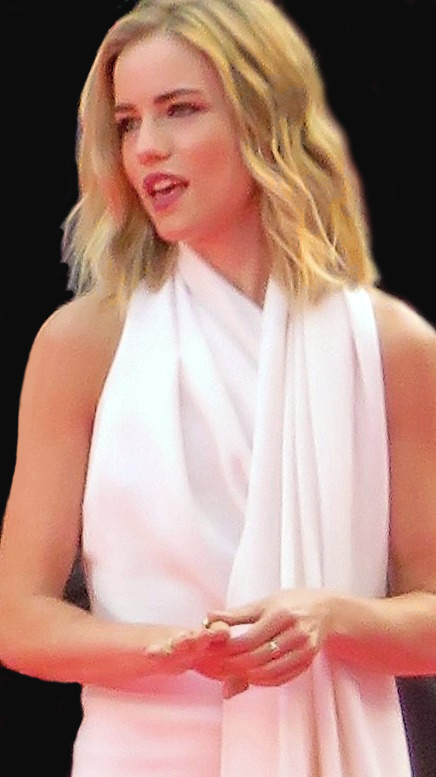
La interpretación de Willa Fitzgerald recibió elogios generalizados de la crítica.

En Rotten Tomatoes, el 95% de las 141 reseñas de críticos son positivas, con una nota media de 8/10. El consenso de la web indica: «JT Mollner ofrece un emocionante viaje inesperado y eléctrico con dos interpretaciones sobresalientes de Willa Fitzgerald y Kyle Gallner en Strange Darling». Metacritic, que utiliza una media ponderada, asignó a la película una puntuación de 80 sobre 100, basada en 23 reseñas, lo que indica críticas «generalmente favorables».

Thomas Floyd de The Washington Post elogió las interpretaciones y la fotografía de Ribisi y la describió como un «thriller elegante» y «una parábola sobre cómo aprovecharse de la confianza y la vulnerabilidad de las mujeres». Jeannette Catsoulis de The New York Times también la calificó de forma positiva:
Desarrollada en seis capítulos ingeniosamente mezclados, este trepidante thriller transforma una simple premisa de persecución -y puede que incluso una tóxica historia de amor- en una impertinente reprimenda a los clichés del género y a nuestras propias suposiciones preprogramadas.
Alison Foreman de IndieWire otorgó a la película una calificación de A, concluyendo:
Eléctrica e inolvidable, Strange Darling hace honor a su retorcido título. En una temporada de cine de verano que, en el mejor de los casos, ha sido mediocre, esta película es imprescindible, una proeza cinematográfica tan extraordinaria que te preguntarás si alguna vez se podrá echar a perder.
Por su parte, el cineasta estadounidense J. J. Abrams declaró:
Nombra una película mejor este año. Es terrorífica, divertidísima, desgarradora, sexy y salvaje. Una verdadera obra maestra del thriller cinematográfico. Perdí la cabeza con Strange Darling.

### Premios
| Premios                      | Fecha de ceremonia      | Categoría                                 | Nominado(s)            | Resultado | Ref.   |
| ---------------------------- | ----------------------- | ----------------------------------------- | ---------------------- | --------- | ------ |
| Seattle Film Critics Society | 16 de diciembre de 2024 | Logros del cine del noroeste del Pacífico | Strange Darling        | Nominada  | [ 23 ] |
| Saturn Awards                | 2 de febrero de 2025    | Mejor película de suspenso                | Strange Darling        | Pendiente | [ 24 ] |
| Saturn Awards                | 2 de febrero de 2025    | Mejor director                            | JT Mollner             | Pendiente | [ 24 ] |
| Saturn Awards                | 2 de febrero de 2025    | Mejor guion                               | JT Mollner             | Pendiente | [ 24 ] |
| Saturn Awards                | 2 de febrero de 2025    | Mejor actor                               | Kyle Gallner           | Pendiente | [ 24 ] |
| Saturn Awards                | 2 de febrero de 2025    | Mejor actriz                              | Willa Fitzgerald       | Pendiente | [ 24 ] |
| Saturn Awards                | 2 de febrero de 2025    | Mejor actriz de reparto                   | Barbara Hershey        | Pendiente | [ 24 ] |
| Saturn Awards                | 2 de febrero de 2025    | Mejor edición                             | Christopher Robin Bell | Pendiente | [ 24 ] |